# Duits & Lauret Dubbelbock
Duits & Lauret Dubbelbock is een Nederlands bier van hoge gisting.
Het bier wordt gebrouwen voor Speciaalbierbrouwerij Duits & Lauret in De Proefbrouwerij te Hijfte, België. Het is een roodbruin bokbier met een alcoholpercentage van 7,5%.

## Prijzen
- Brussels Beer Challenge 2012 - Zilveren medaille in de categorie Flavoured Beer: Wood Aged